# PW-Sat
PW-Sat (пол. Politechnika Warszawska Sat) — первый польский искусственный спутник земли, разработанный Варшавским Политехническим Институтом при поддержке центра космических исследований Польской академии наук. Основные цели спутника — проверка возможности атмосферного торможения (деорбитация (англ. deorbitation)) и нового типа солнечных батарей. Кроме того, аппарат будет передавать телеметрию на радиолюбительской частоте.

## История проекта
Проект был начат в 2005 году членами космической студенческой ассоциации, с намерением стать первой командой, разработавшей первый польский космический аппарат. Позднее к ним присоединились студенты инженерного факультета. Число разработчиков увеличилось до 70-80 человек. В 2011 году группа была реорганизована, и число людей, занятых в проекте, сократилось до 22, с ядром из 9 членов. Прежде чем они начали строить спутник, команда решила разработать схему ИСЗ как можно проще, чтобы свести к минимуму вероятность отказа. Их предварительная работа включает деревянные модели «CubeSat», которые были использованы, чтобы протестировать развёртывание антенны.
Самым важным критерием успеха проекта является доказательство способности спутника работать в космосе. Основной вторичной целью разработки стало смягчение проблемы космического мусора, который является одной из наиболее важных проблем, стоящей перед освоением космического пространства. Первые идеи об использовании воздушного шара и паруса для тормозной системы в конечном итоге были сняты, отчасти из-за низкой надёжности. После того, как были решены некоторые организационные проблемы, команда стала сотрудничать с Центром космических исследований Польской академии наук. Это привело к созданию новой полезной нагрузки, которая состоит из направляющего устройства увеличивающего атмосферное сопротивление (щиток), поверхность которого служит каркасом для нового типа солнечных батарей. Основная цель этого эксперимента заключается в проверке концепции использования атмосферного торможения на спутнике.
Разработчики рассчитывают, что смогут вывести спутник с орбиты в предсказанное время, примерно через год после запуска. Вторая цель заключается в проверке солнечных батарей, которые ранее никогда не использовались в космосе. Во время полёта, спутник будет передавать телеметрию с информацией о состоянии каждой подсистемы и параметры развёртывания щитка, которую смогут получать радиолюбители.

## Конструкция

### Корпус
Корпус — алюминиевая рама, которая обеспечивает поддержку всех элементов. Это обеспечивает правильное позиционирование элементов во время запуска ракеты и защищает подсистемы от механических повреждений. В то же время он играет важную роль в тепловой стабилизации спутника. Если одна из подсистем порождает большое количество тепла, то оно поглощается структурой (он имеет очень высокую теплоёмкость). Избыток тепла излучается из корпуса непосредственно в космос. ФормФактор — «CubeSat».

### Система питания
Система питания PW-Sat работает исключительно за счёт энергии, поступающей от Солнца. Она преобразуется в электрический ток в восьми солнечных батареях, которые размещаются на сторонах спутника. Панели, установленные на одной стороне обеспечивают минимальное питание 2 Вт. Это питание частично используется для зарядки литий-ионного аккумулятора, который обеспечивает энергию, когда спутник находится в тени Земли. Эффективность солнечных батарей составляет порядка 27 %. PW-Sat также будет оснащён дополнительными экспериментальными панелями. Они не будут связаны с основной системой питания и являются частью эксперимента. Только они будут использоваться на щитке для схода с орбиты.

### Коммуникационная система
Коммуникационная система необходима для отправки данных на Землю и для получения команд от наземной станции. Она состоит из двух модулей: модуля связи и антенного модуль. Четыре кассетных антенны 55 см длины являются основой антенного модуля. Во время взлёта они были развёрнуты через полчаса после отделения от разгонного блока. Процесс развёртки занял всего 3 секунды. Связь поддерживается на двух частотах: 435,032 МГц (передача — на спутник) и 145,902 МГц (приём — со спутника).

### Полезная нагрузка
Через несколько недель после отделения PW-Sat от разгонного блока наземная станция посылает команду развернуть тормозной щиток. Он представляет собой метровую спираль с прямоугольным поперечным сечением. Со всех четырёх сторон она покрыта упругими солнечными батареями. Во время выведения она будет скрыта внутри спутника.

### Стабилизация спутника
PW-Sat не оснащён системой стабилизации. Его ориентация может быть оценена на основе данных о развёртке солнечных батарей.

### Бортовой компьютер
Бортовой компьютер управляет работой всего спутника. С помощью коммуникационной системы он получает команды с Земли и контролирует выполнение заданий подсистемами. Он также собирает информацию о температуре и работе подсистем в буфер и готовит её для передачи на наземную станцию. Центральный процессор компьютера представляет собой 8-разрядный микроконтроллер. Программа написана на языке Си.
Кроме основных подсистем, существует также дополнительная, которая осуществляет мониторинг подсистем спутника до вывода на орбиту.

## Эксперименты

### Деорбитация
Деорбитация (англ. deorbitation) — сход с орбиты космического аппарата с последующим его сгоранием в плотных слоях атмосферы. Земной наблюдатель в это время увидит небольшой метеор. Похожим способом был уничтожен космический аппарат Хаябуса. Уничтожение спутника путём схода с орбиты Земли увеличивает безопасность космических запусков. Многие спутники после окончания их миссии могут продолжать вращаться вокруг Земли в течение десятилетий. Неактивные объекты, которые не контролируются становятся космическим мусором. Они становятся серьёзной угрозой для новых космических аппаратов (в том числе пилотируемых полётов и орбитальных станций). Реальность этой угрозы мы могли наблюдать, 10 февраля 2009 года, когда произошло столкновение спутников Космос-2251 и Iridium 33. Обломки, являющиеся последствием столкновения, представляют угрозу для других спутников. Для избежания подобных ситуаций в дальнейшем разработчикам следует применять системы деорбитации.
В случае нахождения спутника на низких орбитах влияние верхних слоёв атмосферы (вплоть до 900 км) может стать фактором, ускоряющим деорбитацию. Так же, как и раскрытие парашюта увеличит аэродинамическое сопротивление увеличением площади спутника на низкой околоземной орбите вызовет постепенное, но заметное замедление. Следствием этого будет снижение орбиты, дальнейшее увеличение сопротивления и быстрый спуск. Вплоть до входа в плотные слои атмосферы.
Основной полезной нагрузкой PW-Sat станет система, вызывающая увеличение аэродинамического сопротивления спутника. Хотя это может показаться немного странным, PW-Sat отправляется в космос, чтобы быть как можно быстрее уничтоженным. Деорбитационная система PW-Sat представляет собой щиток. Она имеет форму квадратного сечения и длиной около 1 метра. По бокам щиток покрыт гибкими солнечными батареями. На время запуска вся структура складывается в специально подготовленные места внутри спутника. Через несколько недель после запуска по команде с Земли пиротехнику блокировки пружинного механизма сжигают и щиток выходит за доли секунды. С антеннами и щитком спутник будет размером примерно 150x100x13 см.
PW-Sat без деорбитационной системы (как 10x10x13 см) останется на своей эллиптической (300 × 1 450 км) орбите в течение почти четырёх лет. Ожидаемое увеличение аэродинамического сопротивления должно сократить жизнь спутника на один год. Подобные системы могут быть установлены на новых спутниках и использоваться, когда их миссия подходит к концу. Это позволит очистить орбиту от нежелательного космического мусора.

### Солнечные батареи
Основным способом обеспечения электроэнергией для подавляющего большинства спутников и космических зондов является использование солнечных батарей. Солнечное излучение преобразуется в электричество в солнечных панелях, которые являются частью спутникового оборудования. Чем больше мощность доступна для подсистем, тем больше возможностей у спутника. В этой связи возникает необходимость в создании более эффективных фотоэлементов, которые охватывают большую площадь. Тем не менее, увеличение размеров создаёт проблемы с выводом на орбиту спутника ракетой-носителем. Конструкторы космического телескопа Хаббла столкнулись с аналогичной проблемой много лет назад, пытаясь разместить обсерваторию и фотоэлементы в грузовом отсеке космического челнока. Это получилось, потому что было принято решение свернуть солнечные батареи — путём установки их на гибкий материал на таком расстоянии друг от друга, что вся группа могла бы быть сложена и доставлена на орбиту в компактной форме.
Гибкие фотоэлементы на гибкой основе будут впервые испытаны в космосе во время миссии PW-sat. Они прикреплены к четырём сторонам щитка и начнут работать через несколько недель после запуска спутника. Эффективность ячеек составляет около 5 %, что означает, что только 5 % солнечной энергии, достигающей их будет преобразованы в электроэнергию. Это очень мало по сравнению даже с основными солнечных панелей PW-Sat, которые примерно на 25 % эффективнее (наилучшие существующие фотоэлементы предназначенные для космических полётов достигают 45-50 % эффективности). В случае с PW-Sat количество вырабатываемой электроэнергии не большая проблема (электричество из экспериментальных панелей не будет использоваться для питания спутниковых подсистем), но основной акцент делается на тестирование концепции гибких фотоэлементов.

## Запуск
Запуск был осуществлён ракетой-носителем «Вега» с космодрома Куру 13 февраля 2012 года в качестве вторичной нагрузки. Данные орбиты: Полярная орбита высотой 354 км х 1450 км, наклонение = 71°, период обращения = 103 минут (14 оборотов / сутки). Около 75 % орбиты в солнечном свете.